# Olmonty
Olmonty – wieś w Polsce położona w województwie podlaskim, w powiecie białostockim, w gminie Juchnowiec Kościelny.
W latach 1954–1959 wieś należała i była siedzibą władz gromady Olmonty, po jej zniesieniu w gromadzie Dojlidy Górne. W latach 1975–1998 miejscowość administracyjnie należała do województwa białostockiego.
Zamieszkiwana przez 536 osób (dane z 2008 r.).
Wierni kościoła rzymskokatolickiego należą do parafii św. Ojca Pio w Białymstoku.

## Historia
W 1562 teren ten był własnością ziemian Wolimontów. Od ich nazwiska wzięła swą nazwę wieś. Byli oni prawdopodobnie spokrewnieni ze starym rodem litewskim Wolimuntowiczów.

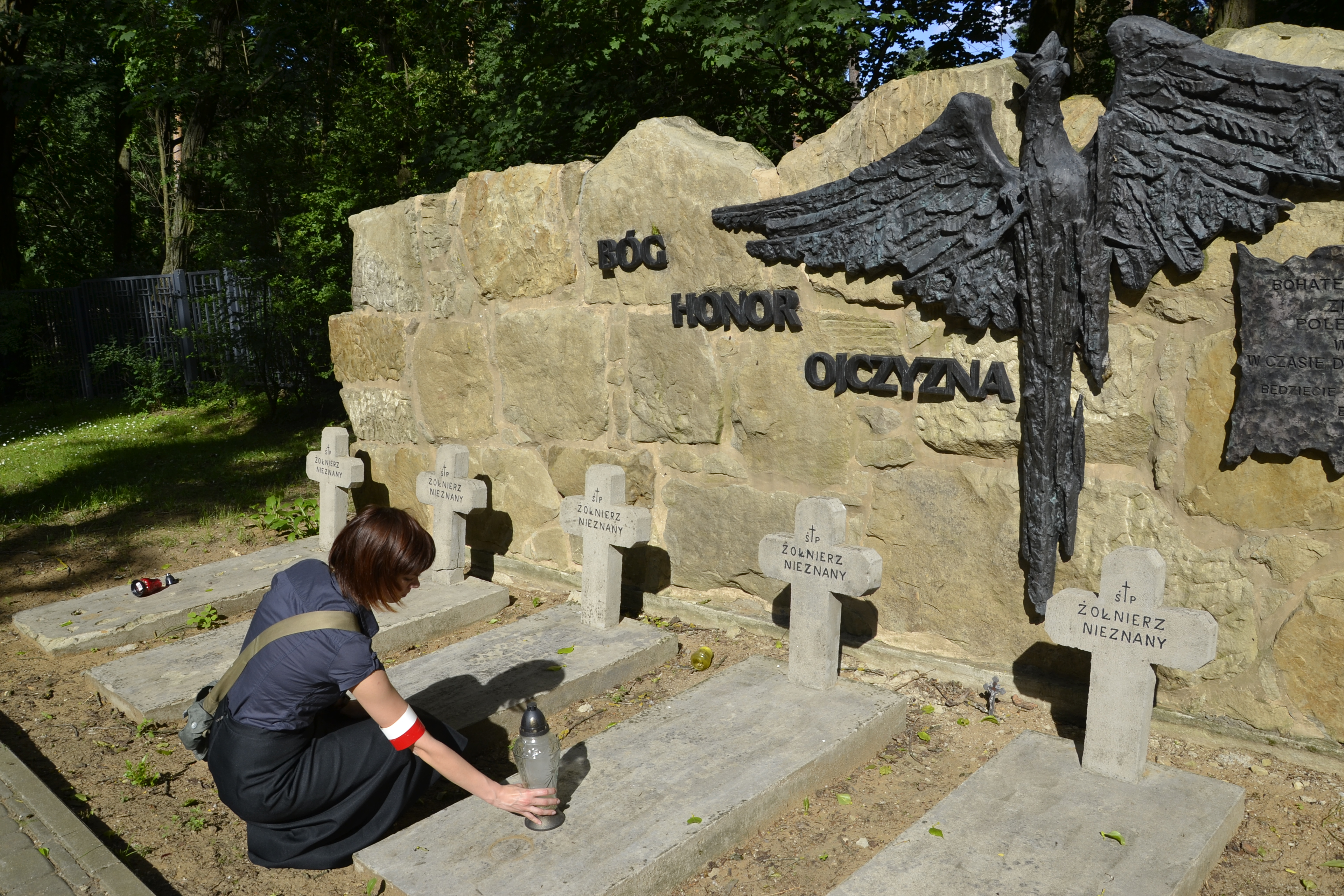
Pomnik na cmentarzu wojskowym w Białymstoku i miejsce pochówku ośmiu ofiar terroru stalinowskiego wydobytych z jamy grobowej w lesie Izabelińskim koło Olmont

13 lipca 1769 miała miejsce bitwa pod Olmontami pomiędzy wojskami rosyjskimi a oddziałami konfederacji barskiej. Siłami polskimi dowodzili Kazimierz Pułaski i Józef Bierzyński. Oddział rosyjski był dowodzony przez brygadiera księcia Golicyna.
W latach międzywojennych posiadłość ziemską miała tu Zofia hr. Rüdiger (161 mórg).
W 1996 roku w lesie Izabelińskim koło Olmont miała miejsce ekshumacja szczątków żołnierzy podziemia antykomunistycznego, na których w latach 1944-1949 wykonano tutaj egzekucje.
Dawne nazwy: Olemonty, Elmunty, Wolemunty, Wolimunty, Volmunty
We wsi urodził się Romuald Szeremietiew, polski polityk, wiceminister i p.o. ministra obrony narodowej.